# Maynard (Massachusetts)
Maynard – miejscowość w USA, w stanie Massachusetts, w hrabstwie Middlesex.

## Religia
- Parafia św. Kazimierza